# Qaddura
Qaddura (àrab: مخيّم قدورة, muẖayyam Qaddūra) és un camp de refugiats palestí en la governació de Ramal·lah i al-Bireh al centre de Cisjordània, situat als afores del centre de Ramal·lah. Segons l'Oficina Central d'Estadístiques de Palestina (PCBS), el campament tenia 1.546 refugiats en 2016. El camp de Qaddura fou establert en 1948, però no és reconegut per la UNRWA com a campament de refugiats oficial.